# セクシーキラーリベンジ・オブ・ザ・デッド
セクシー・キラー リベンジ・オブ・ザ・デッド（Sexykiller, morirás por ella）は、2008年のミゲル・マルティ監督によるコメディホラー映画である。ゾンビが殺された主人公に復讐するというストーリーである。キャッチフレーズは、『美しく蹴散らす』。

## あらすじ
世界屈指のエリート医学大学で起きた連続殺人事件が多発し、「キャンパス・キラー」と呼ばれ恐れられているその犯人は、決して殺しの痕跡を残さないことで有名だった。ある日、脳医学を研究していた生徒が、死後間もない脳であれば特殊な物質を投与することで記憶を取り出し、犯人の顔を特定できると分かった。その結果、この物質を投与された被害者がゾンビ化し、「キャンパス・キラー」の正体がバーバラであることを思い出す。そして、色仕掛けの末に自分を殺害したバーバラへの復讐に燃えるゾンビと、自分へのリベンジを阻止するためバーバラの間で、激しいバトルが始まる。

## キャスト
- マカレナ・ゴメス - バーバラ（キャンパスキラー）
- セサール・カミーノ
- アレホ・サウラス
- アンヘル・デ・アンドレス
- フアン・カルロス・ベイード
- ナディア・カサード
- フアン・ディアス
- ダビ・テンレイロ
- フェルナンド・ラマーロ
- ラモン・ランガ
- エロイ・イエブラ
- ヒミー・バルナタン
- パコ・レオン